# سياسة المخدرات
هي السياسة المتعلقة بمراقبة وتنظيم المواد ذات التأثير النفساني (يشار إليها عادة باسم المخدرات)، لا سيما تلك التي تسبب الإدمان أو تسبب الاعتماد الجسدي والعقلي. في حين تُنفَّذ سياسات الأدوية عمومًا من قبل الحكومات، قد يكون للكيانات على جميع المستويات من المنظمات الدولية، أو الحكومة الوطنية، أو المحلية، أو الإدارات، أو الأماكن الخاصة سياسات محددة تتعلق بالمخدرات.
تكون سياسات المخدرات عادةً في مكافحة إدمان المخدرات، أو الاعتماد عليها، وتعالج كلًا من الطلب والعرض للأدوية، فضلاً عن التخفيف من أضرار تعاطي المخدرات، وتقديم المساعدة الطبية والعلاج. تشمل تدابير خفض الطلب العلاج الطوعي، وإعادة التأهيل، والعلاج البديل، وإدارة الجرعات الزائدة، وبدائل السجن بسبب الجرائم البسيطة المتعلقة بالمخدرات، والوصفات الطبية للأدوية، وحملات التوعية، والخدمات الاجتماعية المجتمعية، ودعم الأسر. ينطوي خفض جانب العرض تدابير مثل: سن سياسة خارجية للقضاء على الزراعة الدولية للنباتات المستخدمة في صنع المخدرات واعتراض الإتجار بالمخدرات، وغرامات جرائم المخدرات، وسجن الأشخاص المدانين بجرائم المخدرات. تشمل السياسات التي تساعد في التخفيف من مخاطر تعاطي المخدرات برامج الحقن بالإبر، وبرامج استبدال العقاقير، والمرافق المجانية لاختبار نقاوة الدواء.
يختلف مفهوم «المخدرات» كمادة خاضعة للمراقبة من ولاية إلى أخرى. على سبيل المثال: يجري تنظيم الهيروين في كل مكان تقريبًا؛ ويجري تنظيم بعض المواد مثل القات والكودين والكحول في بعض الأماكن ولا يجري في أماكن أخرى. تنظم معظم الولايات القضائية أيضًا العقاقير التي تستلزم وصفة طبية والأدوية التي لا تعد خطيرة ولكن يمكن توفيرها فقط لحاملي الوصفات الطبية وأحيانًا الأدوية المتاحة بدون وصفة طبية ولكن فقط من مورد معتمد مثل الصيدلية، ولكن هذا لا يوصف عادة بأنه «سياسة المخدرات». ومع ذلك هناك بعض المعايير الدولية بشأن المواد التي تخضع لضوابط معينة، لا سيما من خلال الاتفاقيات الدولية الثلاث لمراقبة المخدرات.

## المعاهدات الدولية لمراقبة المخدرات

### التاريخ
جرى تبني أول معاهدة دولية للسيطرة على المواد ذات التأثير النفساني في مؤتمر بروكسل عام 1890 في سياق اللوائح ضد تجارة الرقيق ، والمتعلقة بالمشروبات الكحولية تبع ذلك الفصل الأخير للجنة شنغهاي للأفيون عام 1909 الذي حاول تسوية السلام وترتيب تجارة الأفيون، بعد حروب الأفيون في القرن التاسع عشر.
في عام 1912 في مؤتمر الأفيون الدولي الأول الذي عقد في لاهاي، اعتُمدت اتفاقية الأفيون الدولية متعددة الأطراف. ودُمجت في نهاية المطاف مع معاهدة فرساي في عام 1919. وتبع ذلك عدد من المعاهدات الدولية المتعلقة بالمخدرات في العقود اللاحقة: اتفاقية عام 1925 المتعلقة بتصنيع الأفيون المحضر، والتجارة الداخلية فيه، واستخدامه (التي أدخلت بعض القيود ولكن ليس حظرًا تامًا) على تصدير المستخلصات النقية من «القنب الهندي»، اتفاقية عام 1931 للحد من تصنيع وتنظيم توزيع العقاقير المخدرة، اتفاقية مكافحة تدخين الأفيون في الشرق الأقصى، اتفاقية عام 1936 لقمع الأعمال غير المشروعة والإتجار في المخدرات الخطرة، من بين أمور أخرى. أدخلت سلسلة من البروتوكولات الموقعة بعد الحرب العالمية الثانية في «لايك سكسيز» في ولاية الأمم المتحدة المنشأة حديثًا معاهدات ما قبل هذه الحرب والتي جرى التعامل معها من قبل عصبة الأمم والمكتب الدولي للنظافة العامة.
أخيرًا، في عام 1961، حلت الاتفاقية الوحيدة لعام 1961 محل المعاهدات التسع السابقة السارية لمكافحة المخدرات ، والتي عمدت إلى ترشيد الرقابة العالمية على تجارة المخدرات واستخدامها. تلتزم البلدان «بحماية صحة ورفاهية البشرية» ومكافحة تعاطي المخدرات والإدمان. المعاهدة ليست اتفاقية ذاتية التنفيذ: يتعين على الدول إصدار تشريعاتها الخاصة المتوافقة مع إطار عمل الاتفاقية. استُكملت اتفاقية عام 1961 باتفاقية عام 1971 واتفاقية عام 1988، لتشكل المعاهدات الدولية الثلاث لمراقبة المخدرات التي تعتمد عليها الصكوك القانونية الأخرى. لم تتأثر هذه المعاهدات بشكل خاص بالولايات المتحدة في صياغتها على عكس المعتقدات الشائعة، بل تأثرت بدول مثل فرنسا أو المملكة المتحدة أو جنوب إفريقيا أو مصر. ومع ذلك، فقد قادتْ الولايات المتحدة الأمريكية تنفيذها، خاصة بعد إعلان إدارة نيكسون «الحرب على المخدرات» في عام 1971 وإنشاء إدارة مكافحة المخدرات في عام 1973.

### أستراليا
قوانين المخدرات الأسترالية هي قوانين جنائية وتوجد في الغالب على مستوى الولاية والإقليم، لا على مستوى الفيدرالية، وبالتالي فهي مختلفة، ما يعني أن تحليل الاتجاهات والقوانين في أستراليا معقد. تتمتع الولاية القضائية الفيدرالية بسلطات إنفاذ على الحدود الوطنية.
في أكتوبر 2016، أصدرت أستراليا تشريعات لبعض الاستخدامات الطبية للقنب.

### كولومبيا
أعلنت الولايات المتحدة الحرب على المخدرات في أواخر الثمانينيات من القرن العشرين في عهد الرئيس رونالد ريغان. كان يُنظر إلى أباطرة المخدرات الكولومبيين على نطاق واسع على أنهم أصل قضية الكوكايين في أمريكا. في التسعينيات من القرن العشرين كانت كولومبيا موطنًا لأكبر اثنين من عصابات المخدرات في العالم: كارتل كالي وكارتل ميديلين. أصبح من أولويات كولومبيا، وكذلك أولوية البلدان الأخرى في منطقة الأنديز، القضاء على الكارتلات وتهريب المخدرات من المنطقة. أقرت كولومبيا خطة كولومبيا في عام 1999 في عهد الرئيس أندريس باسترانا، مولت منظمة خطة كولومبيا حرب منطقة الأنديز ضد عصابات المخدرات وتهريب المخدرات. مع تنفيذ خطة كولومبيا، هدفت الحكومة الكولومبية إلى تدمير محصول الكوكا. كان لهذا النظام المحظور نتائج مثيرة للجدل، خاصة فيما يتعلق بحقوق الإنسان. شهدت كولومبيا انخفاضًا كبيرًا في زراعة الكوكا. في عام 2001، كان هناك 362000 فدان من محصول الكوكا في كولومبيا؛ بحلول عام 2011 بقي أقل من 130.000 فدان. ومع ذلك، فإن المزارعين الذين زرعوا محصول الكوكا لاستخدامات أخرى غير إنتاج الكوكايين، مثل الاستخدام التقليدي لأوراق الكوكا، أصبحوا فقراء.
منذ عام 1994، أُلغي تجريم تعاطي المخدرات. ومع ذلك، فإن حيازة المخدرات والإتجار بها لا تزال غير قانونية. خففت كولومبيا في عام 2014 من موقفها المحظور على محصول الكوكا من خلال وقف التبخير الجوي لمحصول الكوكا وإنشاء برامج للمدمنين. دعا الرئيس خوان مانويل سانتوس (2010-2018) إلى مراجعة سياسة الأدوية في أمريكا اللاتينية، وكان منفتحًا على المحادثات حول التقنين.